# Kim Jackson
Pour les articles homonymes, voir Jackson.
Kim Jackson est une femme politique américaine. Elle est élue sénatrice de l'État de Géorgie lors des élections de 2020, remplaçant ainsi le sénateur sortant Steve Henson. Elle est la première femme ouvertement LGBT+ élue à ce poste.

## Vie privée
Jackson est lesbienne. Elle vit dans une ferme de Stone Mountain avec sa femme Trina, une imam,.